# Список чрезвычайных и полномочных послов СССР
Список чрезвычайных и полномочных послов СССР.
Дипломатический ранг чрезвычайного и полномочного посла СССР с 1943 года присваивался указом Президиума Верховного Совета СССР, а с 1990 по 1991 год — указом президента СССР. С 1989 года указы публиковались в «Ведомостях Верховного Совета СССР».

## Первое присвоение: 1943
| Дата указа   | Номер указа | Фамилия, имя, отчество             | Годы жизни | Должность при назначении и прочие ответственные посты |
| ------------ | ----------- | ---------------------------------- | ---------- | --- |
| 14 июня 1943 | 22 (228)    | Молотов, Вячеслав Михайлович       | 1890—1986  | 1926—1957 — член Политбюро ЦК ВКП(б) / Президиума ЦК КПСС 1930—1941 — председатель СНК СССР 1939—1949, 1953—1956 — нарком/министр иностранных дел СССР 1956—1957 — министр госконтроля СССР 1957—1960 — посол СССР в Монголии 1960—1961 — постпред СССР при МАГАТЭ                                              |
| 14 июня 1943 | 22 (228)    | Богомолов, Александр Ефремович     | 1900—1969  | 1940—1941 — посол СССР во Франции 1941—1943 — посол СССР при Союзных правительствах в Лондоне 1943—1944 — полпред СССР при Французском комитете национального освобождения 1944—1950 — посол СССР во Франции 1952—1954 — посол СССР в Чехословакии 1954—1957 — посол СССР в Италии                              |
| 14 июня 1943 | 22 (228)    | Виноградов, Сергей Александрович   | 1907—1970  | 1940—1948 — посол СССР в Турции 1950—1953 — председатель Комитета по радиовещанию при СМ СССР 1953—1965 — посол СССР во Франции 1967—1970 — посол СССР в ОАР |
| 14 июня 1943 | 22 (228)    | Вышинский, Андрей Януарьевич       | 1883—1954  | 1931—1933 — прокурор РСФСР 1933—1939 — прокурор СССР 1939—1944 — заместитель Председателя СНК СССР 1940—1946 — первый заместитель наркома иностранных дел СССР 1946—1949 — заместитель министра иностранных дел СССР 1949—1953 — министр иностранных дел СССР 1953—1954 — постоянный представитель СССР при ООН |
| 14 июня 1943 | 22 (228)    | Деканозов, Владимир Георгиевич     | 1898—1953  | 1938—1939 — начальник Иностранного отдела (разведки) ГУГБ НКВД СССР 1939—1940 — заместитель наркома иностранных дел СССР 1940—1941 — посол СССР в Германии 1946—1947 — заместитель наркома иностранных дел СССР                                                                                                 |
| 14 июня 1943 | 22 (228)    | Корнейчук, Александр Евдокимович   | 1905—1972  | 1943—1944 — заместитель наркома иностранных дел СССР 1944 — нарком иностранных дел УССР 1947—1953, 1959—1972 — председатель Верховного Совета УССР |
| 14 июня 1943 | 22 (228)    | Литвинов, Максим Максимович        | 1876—1951  | 1918 — полпред РСФСР в Великобритании 1918—1919 — дипломатический представитель РСФСР в США 1920—1921 — полпред РСФСР в Эстонии 1921—1930, 1941—1946 — заместитель наркома по иностранным делам СССР 1930—1939 — нарком по иностранным делам СССР 1941—1943 — посол СССР в США                                  |
| 14 июня 1943 | 22 (228)    | Лозовский, Соломон Абрамович       | 1878—1952  | 1921—1937 — генеральный секретарь Профинтерна 1939—1946 — заместитель наркома иностранных дел СССР 1945—1948 — начальник Совинформбюро |
| 14 июня 1943 | 22 (228)    | Майский, Иван Михайлович           | 1884—1975  | 1929—1932 — полпред СССР в Финляндии 1932—1943 — посол СССР в Великобритании 1943—1946 — заместитель наркома иностранных дел СССР |
| 14 июня 1943 | 22 (228)    | Малик, Яков Александрович          | 1906—1980  | 1939—1945 — полпред/посол СССР в Японии 1947—1948 — заместитель министра иностранных дел СССР 1948—1952 — постпред СССР при ООН 1952—1953 — первый заместитель министра иностранных дел СССР 1953—1960 — посол СССР в Великобритании 1968—1976 — постпред СССР при ООН                                          |
| 14 июня 1943 | 22 (228)    | Михайлов, Константин Александрович | 1904—1985  | 1937—1943 — полпред/посол СССР в Афганистане 1943—1944 — посол СССР в Иране |
| 14 июня 1943 | 22 (228)    | Панюшкин, Александр Семёнович      | 1905—1974  | 1939—1945 — полпред/посол СССР в Китае 1947—1952 — посол СССР в США 1952—1953 — посол СССР в Китае 1954—1955 — начальник ПГУ КГБ СССР |
| 14 июня 1943 | 22 (228)    | Смирнов, Андрей Андреевич          | 1905—1982  | 1941—1943 — посол СССР в Иране 1956 — посол СССР в Австрии 1956—1966 — посол СССР в ФРГ 1966—1969 — посол СССР в Турции 1969—1973 — заместитель министра иностранных дел СССР |
| 14 июня 1943 | 22 (228)    | Суриц, Яков Захарович              | 1882—1952  | 1919—1921 — полпред РСФСР в Афганистане 1922—1923 — полпред РСФСР в Норвегии 1923—1934 — полпред СССР в Турции 1934—1937 — полпред СССР в Германии 1937—1940 — полпред СССР во Франции 1946—1947 — посол СССР в Бразилии                                                                                        |
| 14 июня 1943 | 22 (228)    | Уманский, Константин Александрович | 1902—1945  | 1939—1941 — полпред/посол СССР в США 1943—1945 — посол СССР в Мексике |

## 1943—1991
| Дата указа       | Номер указа | Фамилия, имя, отчество             | Годы жизни | Годы службы                                                       | Место службы и должность |  |
| ---------------- | ----------- | ---------------------------------- | ---------- | ----------------------------------------------------------------- | --- |  |
| 16 сентября 1943 | 39          | Коллонтай, Александра Михайловна   | 1872—1952  | 1923—1925 1927—1930 1930—1945                                     | Полномочный представитель СССР в Норвегии Полномочный представитель СССР в Норвегии Чрезвычайный и полномочный посол СССР в Швеции                                                                                           |  |
| 16 сентября 1943 | 39          | Авилов, Виктор Иванович            | 1900—1997  | 1953—1958 1960—1965                                               | Чрезвычайный и полномочный посол СССР в Бельгии Чрезвычайный и полномочный посол СССР в Австрии |  |
| 17 марта 1948    |             | Силин, Михаил Александрович        | 1904—1980  | 1948—1951 1960—1963                                               | Чрезвычайный и полномочный посол СССР в Чехословакии Чрезвычайный и полномочный посол СССР в Судане |  |
| 23 марта 1956    |             | Теплов, Леонид Фёдорович           | 1909—1988  | 1956—1960 1965—1969                                               | Чрезвычайный и полномочный посол СССР в Судане Чрезвычайный и полномочный посол СССР в Эфиопии |  |
| 30 июня 1956     |             | Якушин, Иван Нестерович            | 1913—2002  | 1956—1960 1963—1968 1970—1977                                     | Чрезвычайный и полномочный посол СССР в Таиланде Чрезвычайный и полномочный посол СССР в Судане Чрезвычайный и полномочный посол СССР в Ливии                                                                                |  |
|                  |             | Семёнов, Владимир Семёнович        | 1911—1992  | 1953—1954 1978—1986                                               | Чрезвычайный и полномочный посол СССР в ГДР Чрезвычайный и полномочный посол СССР в ФРГ |  |
| 2 августа 1960   |             | Николаев, Анатолий Николаевич      | 1915—2004  | 1960—1965 1968—1972                                               | Чрезвычайный и полномочный посол СССР в Таиланде Чрезвычайный и полномочный посол СССР в Судане |  |
| 1960             |             | Жегалин, Иван Кузьмич              | 1906—1984  | 1960—1965                                                         | Чрезвычайный и полномочный посол СССР в Румынии |  |
| 1968             |             | Менделевич, Лев Исаакович          | 1918—1989  | 1984—1986                                                         | Чрезвычайный и полномочный посол СССР в Дании |  |
|                  |             | Дюкарев, Семён Петрович            | 1914—1990  | 1964—1969 1972—1978                                               | Чрезвычайный и полномочный посол СССР в Сомали Чрезвычайный и полномочный посол СССР в Аргентине |  |
|                  |             | Вольский, Юрий Иванович            | р. 1922    | 1962—1966 1966—1972 1976—1980 1977—1978                           | Заместитель министра иностранных дел РСФСР Чрезвычайный и полномочный посол СССР в Аргентине Чрезвычайный и полномочный посол СССР в Мексике Чрезвычайный и полномочный посол СССР на Ямайке по совместительству             |  |
|                  |             | Елизаветин, Алексей Иванович       | 1915—2011  | 1971—1977                                                         | Чрезвычайный и полномочный посол СССР в Бирме |  |
| 1971             |             | Дрозденко, Василий Иванович        | 1924—1982  | 1971—1982                                                         | Чрезвычайный и полномочный посол СССР в Румынии |  |
| 15 июля 1971     |             | Поляков, Владимир Порфирьевич      | 1931—2002  | 1972                                                              | Чрезвычайный и полномочный посол СССР в Судане |  |
| 12 сентября 1972 |             | Воробьёв, Борис Сергеевич          | 1923—1983  | 1982—1983                                                         | Чрезвычайный и полномочный посол СССР в Судане |  |
| 21 октября 1976  |             | Мусийко, Евгений Васильевич        | 1922—2001  | 1983—1987                                                         | Чрезвычайный и полномочный посол СССР в Судане |  |
| 15 ноября 1978   |             | Федотов, Феликс Николаевич         | 1929—1997  | 1972—1978                                                         | Чрезвычайный и полномочный посол СССР в Судане |  |
| 7 апреля 1982    |             | Жуков, Владислав Петрович          | 1926—2022  | 1979—1982                                                         | Чрезвычайный и полномочный посол СССР в Судане |  |
| 7 апреля 1982    | 1982—1986   | Жуков, Владислав Петрович          | 1926—2022  | Чрезвычайный и полномочный посол СССР в НДРЙ                      | |  |
| 1984             |             | Розанов, Герман Леонтьевич         | 1924—2015  | 1970—1974 1962—1974                                               | Временный поверенный в делах СССР в Австрии Проректор МГИМО Советник посольства СССР |  |
| 1985             |             | Зайцев, Анатолий Сафронович        | р. 1939    | 1983—1988                                                         | Заведующий отделом Юго-Восточной Азии МИД СССР |  |
| 1985             | 1989—1991   | Зайцев, Анатолий Сафронович        | р. 1939    | Чрезвычайный и полномочный посол СССР в Народной Республике Конго | |  |
| 1985             | 1991—1994   | Зайцев, Анатолий Сафронович        | р. 1939    | Чрезвычайный и полномочный посол РФ в Республике Конго            | |  |
| 1985             | 1994—1996   | Зайцев, Анатолий Сафронович        | р. 1939    | Директор 4-го Департамента Азии МИД РФ                            | |  |
| 1985             | 1996—1998   | Зайцев, Анатолий Сафронович        | р. 1939    | Директор 4-го Департамента стран СНГ МИД РФ                       | |  |
| 1985             | 1998—2002   | Зайцев, Анатолий Сафронович        | р. 1939    | Чрезвычайный и полномочный посол РФ в Исландии                    | |  |
| 1987             |             | Бебко, Василий Степанович          | 1932—2022  | 1987—1992                                                         | Чрезвычайный и полномочный посол СССР, РФ в Либерии |  |
| 26 февраля 1988  |             | Шарапов, Виктор Васильевич         | 1931—2019  | 1988—1991                                                         | Чрезвычайный и полномочный посол СССР в НРБ |  |
| 26 февраля 1988  | 1991—1992   | Шарапов, Виктор Васильевич         | 1931—2019  | Чрезвычайный и полномочный посол РФ в Болгарии                    | |  |
| 31 августа 1989  | 489-I       | Пядышев, Борис Дмитриевич          | 1932—2018  | 1983—1989                                                         | Зам начальника Управления информации МИД СССР |  |
| 11 октября 1989  | 588-I       | Ведерников, Геннадий Георгиевич    | 1937—2001  | 1983—1991                                                         | Чрезвычайный и полномочный посол СССР в Дании |  |
| 4 декабря 1989   | 876-I       | Иванов, Игорь Сергеевич            | р. 1945    | 1989—1991                                                         | Начальник Общего секретариата МИД СССР |  |
| 4 декабря 1989   | 876-I       | Иванов, Игорь Сергеевич            | р. 1945    | 1991—1994                                                         | Чрезвычайный и полномочный посол СССР, РФ в Испании |  |
| 4 декабря 1989   | 876-I       | Иванов, Игорь Сергеевич            | р. 1945    | 1995—1998                                                         | Первый заместитель министра иностранных дел РФ |  |
| 4 декабря 1989   | 876-I       | Иванов, Игорь Сергеевич            | р. 1945    | 1998—2004                                                         | Министр иностранных дел Российской Федерации |  |
| 15 декабря 1989  | 934-I       | Обминский, Эрнест Евгеньевич       | 1931—2020  | 1974—1979                                                         | Проректор Дипломатической академии МИД СССР |  |
| 15 декабря 1989  | 934-I       | Обминский, Эрнест Евгеньевич       | 1931—2020  | 1986—1990                                                         | Начальник Управления международных экономических отношений МИД СССР |  |
| 15 декабря 1989  | 934-I       | Обминский, Эрнест Евгеньевич       | 1931—2020  | 1989—1991                                                         | Заместитель министра иностранных дел СССР |  |
| 15 декабря 1989  | 934-I       | Обминский, Эрнест Евгеньевич       | 1931—2020  | 1991—1994                                                         | Посол по особым поручениям МИД РФ |  |
| 15 декабря 1989  | 934-I       | Обминский, Эрнест Евгеньевич       | 1931—2020  | 1992—1995                                                         | Заместитель генерального директора ЮНИДО |  |
| 15 декабря 1989  | 934-I       | Обминский, Эрнест Евгеньевич       | 1931—2020  | 1995—1997                                                         | Торговый представитель РФ в Чехии |  |
| 12 января 1990   | 1055-I      | Фёдоров, Владимир Иванович         | р. 1929    | 1986—1991                                                         | Чрезвычайный и полномочный посол СССР в Камеруне |  |
| 12 января 1990   | 1055-I      | Фёдоров, Владимир Иванович         | р. 1929    | 1986—1990                                                         | Чрезвычайный и полномочный посол СССР в Чаде (по совм.) |  |
| 12 января 1990   | 1055-I      | Фёдоров, Владимир Иванович         | р. 1929    | н/д                                                               | Посол по особым поручениям МИД СССР, РФ |  |
| 7 февраля 1990   | 1162-I      | Грядунов, Юрий Степанович          | 1929—2020  | 1990—1992                                                         | Чрезвычайный и полномочный посол СССР, РФ в Иордании |  |
| 7 марта 1990     | 1316-I      | Дарусенков, Олег Тихонович         | 1932—2022  | 1990—1994                                                         | Чрезвычайный и полномочный посол СССР, РФ в Мексике |  |
| 13 марта 1990    | 1349-I      | Алдошин, Владимир Васильевич       | р. 1929    | 1978—1983 1986—1990                                               | Чрезвычайный и полномочный посол СССР в Сомали Чрезвычайный и полномочный посол СССР в Гвинее-Бисау |  |
| 13 марта 1990    | 1353-I      | Карлов, Юрий Евгеньевич            | 1937—2002  | 1990—1995                                                         | Представитель СССР, РФ при Ватикане и Мальтийском ордене (по совм.) |  |
| 19 апреля 1990   | 60          | Кузнецов, Владимир Николаевич      | 1934—2013  | 1981—1983 1986—1990 1990—1992                                     | Генеральный консул СССР в Антверпене, Бельгия Чрезвычайный и полномочный посол СССР в Сан-Томе и Принсипи Чрезвычайный и полномочный посол СССР, РФ в Танзании                                                               |  |
| 21 апреля 1990   | 78          | Федотов, Владимир Павлович         | 1930—2010  | 1993-1997                                                         | Чрезвычайный и полномочный посол РФ в Лаосской Народно-Демократической Республике |  |
| 21 апреля 1990   | 81          | Гудев, Владимир Викторович         | 1940—2022  | 1987—1993                                                         | Чрезвычайный и полномочный посол СССР в Иране |  |
| 24 апреля 1990   | 90          | Красавин, Игорь Николаевич         | р. 1930    | 1986—1992                                                         | Чрезвычайный и полномочный посол СССР в Исландии |  |
| 14 мая 1990      | 156         | Шустов, Владимир Викторович        | 1930—2009  |                                                                   | Чрезвычайный и полномочный посол по особым поручениям |  |
| 2 июля 1990      | № 336       | Успенский, Николай Николаевич      | 1946—2024  | 1990—1991                                                         | Чрезвычайный и полномочный посол СССР в Швеции |  |
| 24 июля 1990     | № 366       | Афанасьевский, Николай Николаевич  | 1940—2005  | 1990-1994 1990-1992                                               | Представитель СССР и Российской Федерации при НАТО Чрезвычайный и полномочный представитель СССР в Бельгии |  |
| 24 июля 1990     | № 367       | Степанов, Андрей Иванович          | 1930—2018  | 1990—1992                                                         | Ректор МГИМО |  |
| 2 августа 1990   | № 465       | Буравкин, Геннадий Николаевич      | 1936—2014  | 1990—1994                                                         | Постоянный полномочный представитель БССР (после распада СССР Республики Беларусь) при ООН |  |
| 8 августа 1990   | № 523       | Мякотных, Юрий Николаевич          | 1937—1996  | 1990—1994                                                         | Чрезвычайный и полномочный посол СССР и РФ в Эквадоре |  |
| 10 августа 1990  | № 538       | Раевский, Владимир Николаевич      | р. 1939    | 1989—1991                                                         | Чрезвычайный и полномочный посол в Гвинее |  |
| 10 августа 1990  | № 540       | Сухин, Валерий Яковлевич           | 1941—2004  | 1987—1992                                                         | Чрезвычайный и полномочный посол СССР в Судане |  |
| 10 августа 1990  | № 542       | Попов, Валерий Николаевич          | р. 1935    | 1990—1996                                                         | Чрезвычайный и полномочный посол СССР (затем России) в Австрии |  |
| 14 августа 1990  | № 563       | Барышев, Александр Петрович        | 1930—2016  | 1990—1991                                                         | Чрезвычайный и полномочный посол СССР в Гвинее-Бисау |  |
| 15 августа 1990  | № 572       | Урнов, Андрей Юрьевич              | 1937—2025  | 1990—1994                                                         | Чрезвычайный и полномочный посол СССР и России в Намибии |  |
| 15 августа 1990  | № 576       | Миронов, Лев Давыдович             | 1933—2006  | 1990—1996                                                         | Чрезвычайный и полномочный посол СССР в Эфиопии |  |
| 16 августа 1990  | № 582       | Палёных, Игорь Михайлович          |            |                                                                   | |  |
| 20 августа 1990  | № 602       | Романченко, Владимир Александрович | 1932       | 1987—1994 1990—1994                                               | Чрезвычайный и полномочный посол СССР и России на Ямайке Чрезвычайный и полномочный посол СССР м России в Антигуа и Барбуде (по совместительству)                                                                            |  |
| 23 августа 1990  | № 626       | Никитин, Владимир Владимирович     | р. 1940    | 1990—1993                                                         | Чрезвычайный и полномочный посол в Аргентине |  |
| 24 августа 1990  | № 638       | Логинов, Николай Николаевич        | 1932—2006  | 1990—1994                                                         | Чрезвычайный и полномочный посол СССР и России в Сингапуре |  |
| 28 августа 1990  | № УП-654    | Долгов, Вячеслав Иванович          | р. 1937    | 1990—1993 1990—1995                                               | Чрезвычайный и полномочный посол СССР и России в Австралии Чрезвычайный и полномочный посол СССР и России в Фиджи(по совместительству) Чрезвычайный и полномочный посол СССР и России в Вануату иНауру (по совместительству) |  |
| 14 сентября 1990 | № УП-749    | Ильичев, Геннадий Викторович       | р. 1938    | 1990—1996 1998—2004                                               | Чрезвычайный и полномочный посол СССР и России в Ливане Чрезвычайный и полномочный посол России в Нигерии |  |
| 14 сентября 1990 | № УП-750    | Колотуша, Василий Иванович         | 1941—2020  | 1986—1990 1992—1999                                               | Чрезвычайный и полномочный посол СССР в Ливане Чрезвычайный и полномочный посол России в Марокко |  |
| 14 сентября 1990 | № УП-751    | Зленко, Анатолий Максимович        | 1938—2021  | 1990—1994                                                         | Министр иностранных дел Украины |  |
| 17 сентября 1990 | № УП-762    | Кравченко, Пётр Кузьмич            | р. 1950    | 1990—1994                                                         | Министр иностранных дел БССР затем Республики Беларусь |  |
| 24 сентября 1990 | № УП-788    | Филатов, Владимир Герасимович      | 1931—2005  |                                                                   | |  |
| 24 сентября 1990 | № УП-792    | Шишов, Владимир Сергеевич          | 1940—2025  |                                                                   | |  |
| 5 октября 1990   | № УП-818    | Айтматов, Чингиз Торекулович       | 1928—2008  |                                                                   | |  |
| 10 октября 1990  | № УП-841    | Капралов, Юрий Семенович           | р. 1943    |                                                                   | |  |
| 18 октября 1990  | № УП-897    | Гончаренко, Владимир Максимович    | 1928—2016  |                                                                   | |  |
| 18 октября 1990  | № УП-898    | Журавлев, Виктор Лаврентьевич      | р. 1933    |                                                                   | |  |
| 1 ноября 1990    | № УП-969    | Шмельков, Павел Михайлович         | 1928—2010  |                                                                   | |  |
| 1 ноября 1990    | № УП-970    | Чекмазов, Вадим Григорьевич        | 1930—2001  | 1986—1992                                                         | Чрезвычайный и полномочный посол СССР и РФ в Эквадоре |  |
| 7 декабря 1990   | № УП-1129   | Мкртчян, Анатолий Ашотович         | 1931—2022  |                                                                   | |  |
| 7 декабря 1990   | № УП-1134   | Синицын, Сергей Яковлевич          | 1932—2017  |                                                                   | |  |
| 10 декабря 1990  | № УП-1142   | Чуркин, Виталий Иванович           | 1952—2017  |                                                                   | |  |
| 12 декабря 1990  | № УП-1177   | Козырев, Андрей Владимирович       |            |                                                                   | |  |
| 13 декабря 1990  | № УП-1188   | Папкин, Александр Васильевич       | 1936—2007  |                                                                   | |  |
| 15 февраля 1991  | № УП-1473   | Соколов, Юрий Михайлович           | 1932—2019  |                                                                   | |  |
| 15 февраля 1991  | № УП-1474   | Бацанов, Сергей Борисович          |            |                                                                   | |  |
| 15 февраля 1991  | № УП-1475   | Шикалов, Виктор Тимофеевич         |            |                                                                   | |  |
| 15 февраля 1991  | № УП-1477   | Корендясов, Евгений Николаевич     | р. 1936    |                                                                   | |  |
| 15 февраля 1991  | № УП-1478   | Решетов, Юрий Александрович        | 1935—2003  |                                                                   | |  |
| 18 февраля 1991  | № УП-1482   | Трофимов, Александр Михайлович     |            |                                                                   | |  |
| 18 февраля 1991  | № УП-1483   | Майорский, Борис Григорьевич       |            |                                                                   | |  |
| 18 февраля 1991  | № УП-1484   | Вахрамеев, Лев Александрович       |            |                                                                   | |  |
| 19 февраля 1991  | № УП-1488   | Керестеджиянц, Леонид Владимирович | 1931—2019  |                                                                   | |  |
| 19 февраля 1991  | № УП-1492   | Черный, Олег Николаевич            | 1931—1995  |                                                                   | |  |
| 19 февраля 1991  | № УП-1493   | Попов, Вениамин Викторович         |            |                                                                   | |  |
| 2 марта 1991     | № УП-1588   | Воронин, Лев Алексеевич            | 1928—2008  |                                                                   | |  |
| 18 марта 1991    | № УП-1660   | Котов, Юрий Михайлович             |            |                                                                   | |  |
| 17 июня 1991     | № УП-2081   | Хмельницкий, Анатолий Иванович     | 1936—2024  |                                                                   | |  |
| 17 июня 1991     | № УП-2082   | Островенко, Евгений Дмитриевич     |            |                                                                   | |  |
| 3 июля 1991      | № УП-2169   | Сенкевич, Мечеслав Иванович        | 1937—2014  |                                                                   | |  |
| 17 августа 1991  | № УП-2415   | Токин, Владимир Николаевич         | 1937—2019  |                                                                   | |  |
| 17 августа 1991  | № УП-2417   | Тищенко, Анатолий Федосеевич       | 1935—2002  |                                                                   | |  |
| 17 августа 1991  | № УП-2418   | Малыгин, Валерий Владимирович      | 1939—2009  |                                                                   | |  |
| 17 августа 1991  | № УП-2431   | Липняков, Валерий Николаевич       | 1941—2015  |                                                                   | |  |
| 13 сентября 1991 | № УП-2563   | Бочаров, Олег Иванович             |            |                                                                   | |  |
| 14 сентября 1991 | № УП-2570   | Лебедев, Александр Александрович   | 1938—2019  |                                                                   | |  |
| 16 октября 1991  | № УП-2713   | Козырев, Николай Иванович          | 1934—2021  |                                                                   | |  |
| 18 октября 1991  | № УП-2737   | Зеленов, Виктор Матвеевич          | 1937—1996  |                                                                   | |  |
| 12 ноября 1991   | № УП-2851   | Бовин, Александр Евгеньевич        | 1930—2004  |                                                                   | |  |
| 29 ноября 1991   | № УП-2922   | Владиславлев, Александр Павлович   | 1936—2017  |                                                                   | |  |
| 5 декабря 1991   | № УП-2992   | Авдеев, Александр Алексеевич       | р. 1946    |                                                                   | |  |
| 5 декабря 1991   | № УП-2994   | Рыжов, Юрий Алексеевич             | 1930—2017  |                                                                   | |  |
| 10 декабря 1991  | № УП-3010   | Коптельцев, Валентин Алексеевич    | р. 1933    |                                                                   | |  |
| 10 декабря 1991  | № УП-3011   | Смолин, Виктор Васильевич          | р. 1932    |                                                                   | |  |
| 13 декабря 1991  | № УП-3028   | Власов, Альберт Иванович           | р. 1930    |                                                                   | |  |